# Pfanni
Die Pfanni  GmbH & Co. OHG ist ein deutscher Lebensmittelhersteller mit Sitz in Stavenhagen, der auf die Herstellung von küchenfertigen Kartoffelprodukten spezialisiert ist. Sie ist seit 1993 ein Tochterunternehmen der Unilever Deutschland Gruppe. 
Die Produktionsstätte in Stavenhagen wurde von Aviko übernommen.

## Geschichte
Das Unternehmen wurde am 2. September 1949 von Werner Eckart als Kommanditgesellschaft in München gegründet. Bereits sein Großvater Johannes Eckart war seit 1868 Konservenfabrikant. Im Jahre 1964 wurden mehr als 50 Millionen DM umgesetzt, 80 Millionen im Jahr 1965. Pfanni beschäftigte 1300 Arbeitnehmer und verarbeitete drei Millionen Zentner (150.000 Tonnen) Kartoffeln im Jahr.
1993 wurde das Unternehmen an CPC Deutschland verkauft, später in Bestfoods umbenannt, zu dem auch Knorr gehörte. 2000 wurde diese Unternehmensgruppe von Unilever übernommen, die seither unter der Marke Pfanni Kartoffelprodukte wie Kartoffelknödel, Kloßteig, Pürees, Fertiggerichte sowie Gnocchi anbietet. Das Kloßsortiment runden außerdem Semmelknödel ab. Bei Netto Marken-Discount werden exklusiv auch frische Speisekartoffeln von Pfanni angeboten.
Auf dem ehemaligen Gelände der Firma Pfanni hinter dem Münchner Ostbahnhof entstand 1996 nach dem Wegzug des Unternehmens nach Mecklenburg-Vorpommern ein 90.000 m² großes Partyareal mit der Bezeichnung „Kunstpark Ost“, das von 2003 bis 2016 als „Kultfabrik“ vor allem Veranstaltungen für das jüngere Publikum bot. Seit 2017 entsteht hier das Werksviertel-Mitte, ein neues Stadtquartier im Werksviertel. Das gesamte Viertel wird Platz für Verkehrs- und Parkanlagen sowie Büro-, Kultur- und Wohngebäude mit mehr als tausend Wohnungen für etwa 3000 Bewohner bieten.
Ebenfalls auf dem früheren Werksgelände eröffnete 1996 Das Kartoffelmuseum, welches von der Stiftung Otto Eckart getragen wird. Konsul a. h. Otto Eckart, der Sohn des Firmengründers, war Unternehmenschef und Inhaber bis zum Verkauf an CPC. Bis zu seinem Tod am 5. Juni 2016 war er Vorstand der nach ihm benannten Stiftung.
In Stavenhagen firmiert Pfanni als Pfanni GmbH & Co. OHG. Dort waren 2007 mehr als 300 Mitarbeiter beschäftigt. Sie verarbeiten etwa 150.000 Tonnen Kartoffeln im Jahr. Ein weiteres Werk befand sich in Cloppenburg (Niedersachsen), das als Pfanni-Werke GmbH & Co. KG firmierte. Es wurde von der Firma Wernsing Feinkost übernommen und die Produktion wurde nach Addrup verlagert.

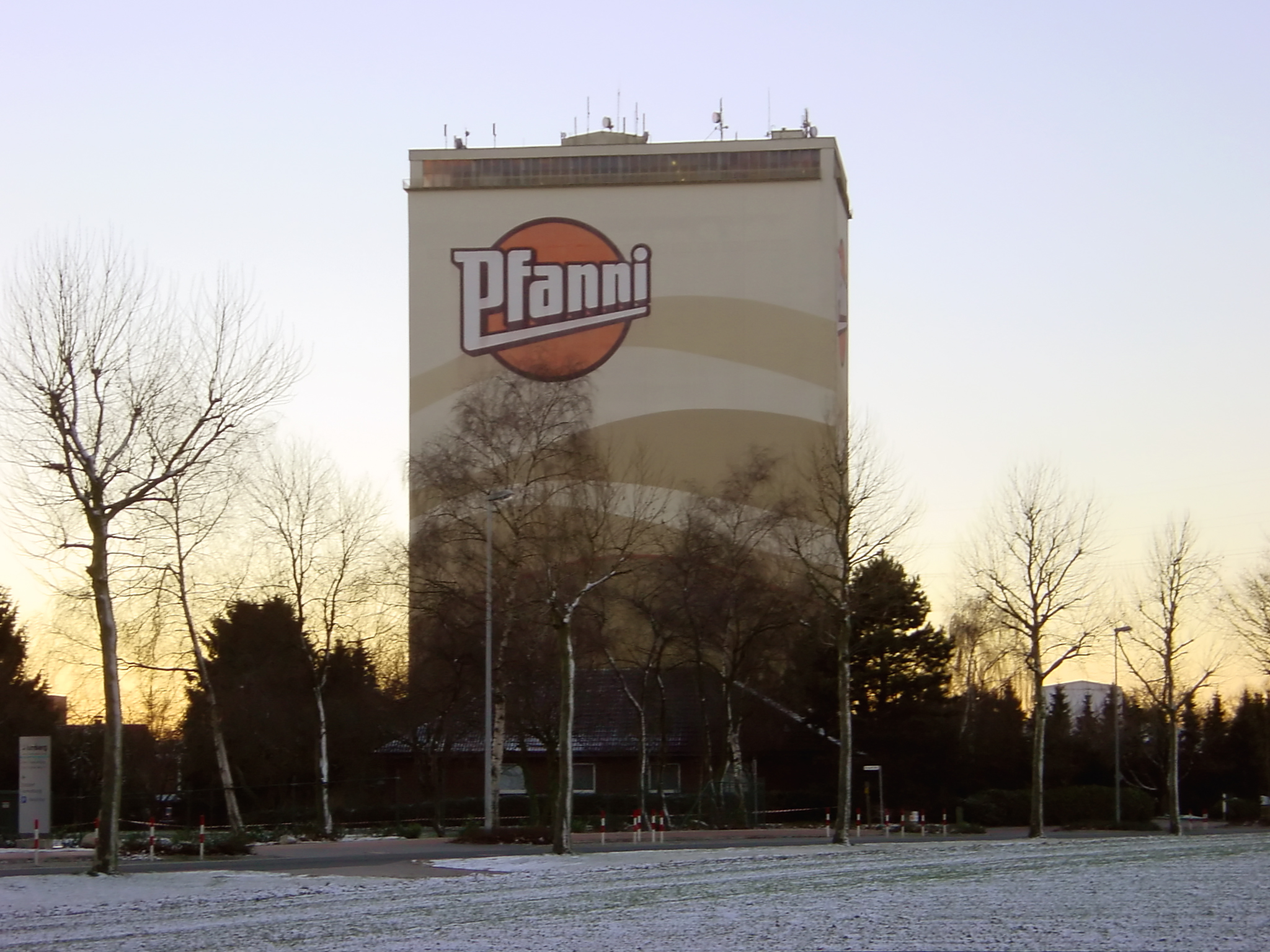
Der „Pfanni-Turm“ in Cloppenburg (2002)

Die Berliner Band Element of Crime erwähnte Pfanni 2009 im Lied „Kopf aus dem Fenster“: „Was für Cloppenburg Pfanni ist, bist du für mich“. Im Cloppenburger Ortsteil Emstekerfeld erinnert ein 76 Meter hoher Werksturm an Pfanni. Der Turm wurde 1963 errichtet und gehörte zu dem damals neu gebauten Werk der Spreda Nahrungsmittelwerke AG, die von dem Kaufmann und CDU-Bundestagsabgeordneten J. Hermann Siemer mitgegründet wurde. Siemer hatte 1961 in der Schweiz die Rechte für ein Kalt-Trocknungsverfahren zur Pulverisierung von Lebensmitteln erworben, das er unter Kapitalbeteiligung des Weinbrenners Ludwig Eckes umsetzen wollte. Die Spreda AG erreichte bei der Herstellung von Schnellgerichten wie küchenfertige Kartoffelprodukte keine Rentabilität und gab 1965 die Produktion auf. Später übernahm Pfanni das Werksgelände; der für das Trocknungsverfahren errichtete „Spreda-Sprühturm“ wurde als „Pfanni-Turm“ zu einem Wahrzeichen der Stadt.
Im Rahmen einer strategischen Partnerschaft mit Aviko Rixona verkaufte Unilever im September 2020 das Werk Stavenhagen an den niederländischen Kartoffelprodukte-Spezialisten Aviko Rixona einer Tochtergesellschaft von Royal Cosun. Die Marke Pfanni bleibt im Besitz von Unilever. Der Vertrieb wird weiter von Unilever geführt. Aviko Rixona wird dadurch zum Lieferanten für Unilever.

## Trivia
Im Kriminalroman „Novemberblut“ von Tomas Cramer spielt eine Schlüsselszene auf dem Pfanni-Turm, welcher dort auch beschrieben wird.